# Erich Eibl

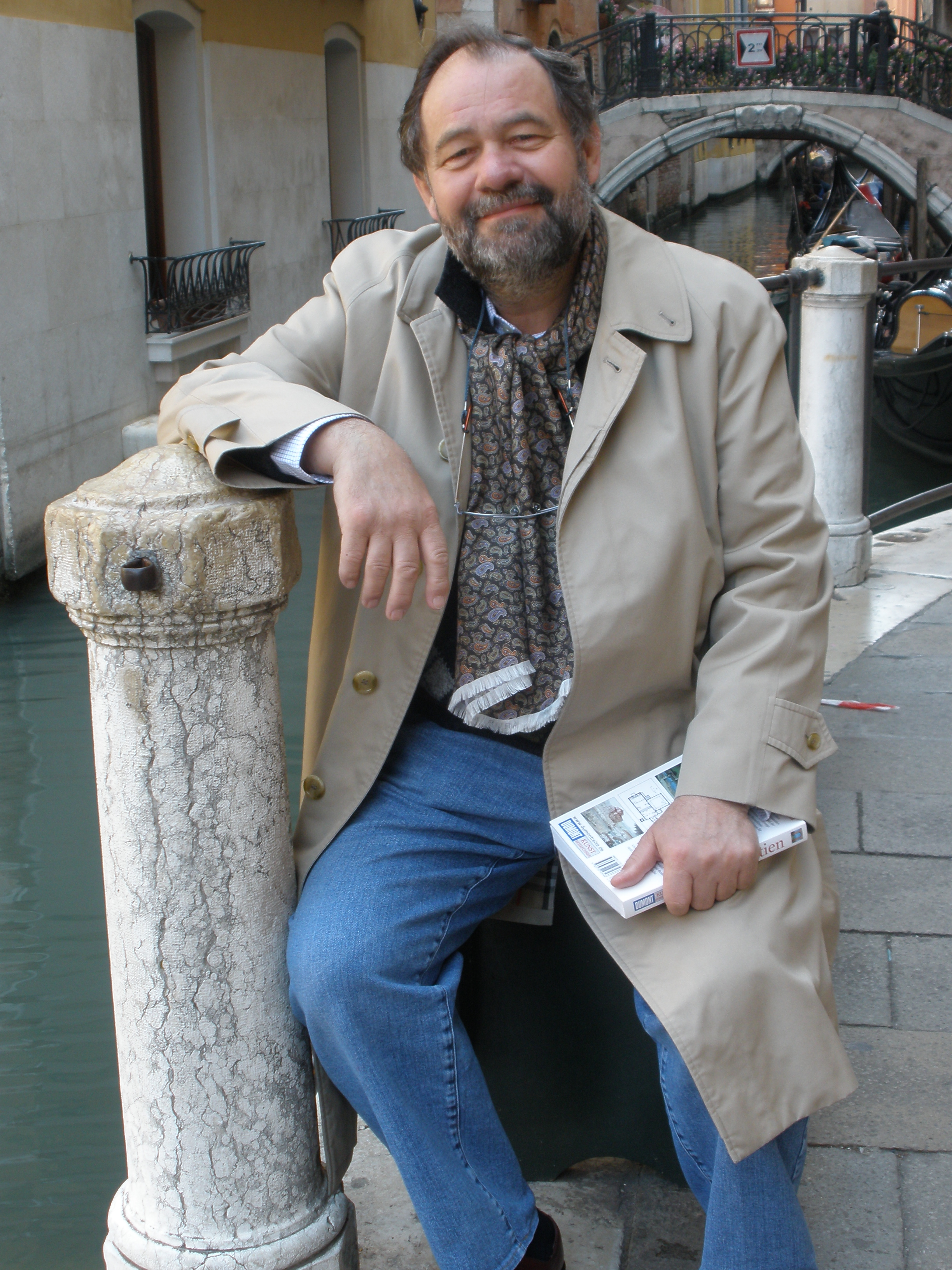
Erich Eibl in Venedig (um 2012)

Erich Eibl (* 25. März 1945 in Neukirchen, Landkreis Eger) ist ein österreichischer Karikaturist.

## Leben
Eibl verbrachte seine Kindheit in Göllersdorf im Weinviertel. Nach der Volksschule besuchte er das  Gymnasium in Stockerau. Im Jahre 1961 nach Wien übersiedelt, wurden seine Porträtkarikaturen von Heumarkt-Freistilringern in der Kronen Zeitung veröffentlicht. Es folgten politische Karikaturen und Zeichnungen für österreichische und deutsche Medien (u. a. in „Neues Österreich“, „Tageszeitung“, „Die Furche“, „Volksblatt“, „Stern“ und „Wochenpresse“).
Von 1964 bis 1970 zeichnete Eibl als politischer Karikaturist für das „Volksblatt“. Während dieser Zeit widmete sich Eibl auch dem Studium an der Akademie der bildenden Künste (Malerei) in Wien.
1970 erschienen seine ersten Titelzeichnungen und Illustrationen in den Wirtschaftsmagazinen „profil“ und „Trend“, wo er ab 1971 als Grafiker arbeitete.
1973 ließ sich Eibl für einen schöpferischen Aufenthalt in New York für ein halbes Jahr karenzieren. Nach Wien zum Trend-Profil-Verlag zurückgekehrt, prägte er die Magazine „Trend“ und „profil“ als Art Director und es erschien im Profil der erste Eibl-Cartoon; die Cartoon-Seite hielt sich über viele Jahre. Eibl war als Karikaturist und Konzeptionist für  Magazine, Zeitungen und Werbeagenturen tätig. Eine seiner Schwerpunkte waren Portraitkarikaturen.
Bis zum Ende seiner aktiven Berufstätigkeit erschienen seine Zeichnungen in „Der Spiegel“, „The New York Times“, „Oberösterreichische Nachrichten“, „Gewinn“, „Die Presse“, „Kronen Zeitung“, „auto touring“, in Schulbüchern, weiteren wirtschaftsorientierten Zeitschriften sowie solchen mit sozialer Ausrichtung.
Zeichnungen Eibls finden sich in Privatarchiven und im Karikaturmuseum in Krems (Landesmuseum St. Pölten). Im Jahr 2021 wurde eine Auswahl seiner Werke bei der Retrospektive "Schätze aus 20 Jahren. Karikaturen aus den Landessammlungen Niederösterreich", einem Best-Of an Karikaturen der Landessammlungen Niederösterreich, in Krems ausgestellt. 
Eibl lebt zusammen mit seiner Ehefrau Anneliese in Wien und ist Vater einer Tochter.
Er gilt als  Kenner und Sammler historischer Opernaufnahmen. Daneben umfasst seine Sammelleidenschaft insbesondere Hörspiele.

## Würdigungen
Peter Michael Lingens über Erich Eibl:
„Die Menschen, die er zeichnet, sind nie böse und nur selten schuld an ihrem Unglück. Viel eher sind sie Opfer einer tragischen-komischen Situation. … Erich Eibl ist der rare Fall eines selbst noch in seiner schärfsten Kritik barmherzigen Karikaturisten. Und das hat etwas mit dem Menschen Erich Eibl zu tun.“
Alfred Worm über Erich Eibl:
„Erich Eibl ist kein Wadlzwicker und verzichtet daher auf dieses Recht [gemeint ist das Recht des Karikaturisten zu ätzen, zu beißen und zu verzerren]: Er spottet nicht, und er beleidigt niemanden. Die Figuren, die er pinselt, sind wie er selbst: amabile – liebenswert.“ Und weiter: „… er ist tolerant; freundlich zu jedermann und bescheiden.“
Bruno Kreisky zu Erich Eibl:
„Ich kenne Leute, die haben eine ausgeprägte Intelligenz. Sie manifestiert sich in der Weise, daß sie sich manche Karikaturen ziemlich lange ansehen und immer auf etwas Neues kommen. Und das bewundere ich, so auch bei Ihnen. Man kommt immer auf etwas Neues.“

## Werke

### Buchpublikationen
- Cartoons und andere Zeichnungen von EIBL, Verlag Orac, Wien, 1982, ISBN 3-85368-912-4
- Politik & Doof Cartoons, Verlag Orac, Wien, 1985, ISBN 3-7015-0009-6
- Pinselstriche Cartoons, mit einem Vorwort von Bruno Kreisky, Verlag Orac, Wien, 1988, ISBN 3-7015-0158-0

### Buchillustrationen
| Drei Löffel und ihre Abenteuer von Hans Krischanitz                                                | 1978 | Verlag Swoboda                      |
| Humor kennt keine Grenzen - Felix Dvorak erzählt Witze aus aller Welt                              | 1980 | Orac Verlag                         |
| Gastritis Blues - die Unfähigkeit zum Glücklichsein von Hannes Vogler                              | 1983 | Hannibal Verlag                     |
| Wir Tennisnarren von Peter Michael Lingens                                                         | 1985 | Orac Verlag                         |
| 3 auf Draht von Robert Klement                                                                     | 1986 | Jugend&Volk                         |
| TENNIS-TYPEN-SPIEGEL von Helmut Hauer                                                              | 1988 | Orac Verlag                         |
| KI LE MA ZE SCH - Pfoten weg! Hrsg. Andrea Bogad-Radatz, Irene Kunze                               | 1991 | Breitschopf Verlag                  |
| TAROCK - Ein Wegweiser durch das königliche Spiel                                                  | 1991 | Dr. Friedrich Flensdrovsky          |
| ECKHAUS-Geschichten v. Beppo Beyerl                                                                | 1992 | Neuer Breitschopf Verlag            |
| Video-Haie küsst man nicht! Von Robert Klement                                                     | 1996 | Dachs Verlag                        |
| Dorflesebuch - Erinnerungen an mein Dorf von Hannes Farnleitner                                    | 1996 | Österreichischer Wirtschaftsverlag  |
| Hilfe! Fernsehvampire! von Robert Klement                                                          | 1997 | Hölder-Pichler-Tempsky Verlag       |
| Erlebnisreise "Geschichte" von Robert Klement                                                      | 2001 | GS-Multimedia Verlag Gerhard Suchy  |
| Spötter im Frack – Skurriles aus dem Orchestergraben / in deutscher und japanischer Sprache        | 2001 | Bibliophile Edition                 |
| So schaut's aus in Österreich von Peter Orthofer                                                   | 2004 | Axel Jentzsch bei Linde Verlag Wien |
| FRANZ - ich war ein toller Hund - Gesellschaftliche Seitenblicke des Dackels Franz von Sepp Tatzel | 2004 | Bibliophile Edition                 |
| Siegreich reisen! - Durch 99 Fettnäpfe rund um die Welt von Hannes Vogler                          | 2012 | Molden Verlag Wien                  |